# Театр 19
«Театр 19» — харьковский негосударственный профессиональный театр, один из востребованных и современных театров города Харькова и Украины.
Был основан 19 июня 2000 года группой студентов режиссерского и актерского факультетов  Харьковского государственного университета искусств имени И. П. Котляревского. В том же 2000 году заявил о себе, как профессиональный коллектив. Был выпущен первый спектакль «Эмигранты» по пьесе С. Мрожека.
В 2002 году театр впервые играет спектакль на сцене Харьковского Дома актёра, который стал истинным домом для нового театра. А в 2002 спектакль театра «Павел I» становится призёром Всеукраинского Фестиваля современного искусства «Культурные герои XXI века» в Киеве. Спектакль получает высокую оценку театральных критиков и деятелей.
После этого получает своё название «Театр 19» и свою сцену под крышей Харьковского Дома Актёра.
С началом полномасштабного российского вторжения в Украину спектакли не играются, деятельность театра приостановлена.

## Репертуар театра
- 2018 —  «Пожалел дурак дурочку» (по пьесе Сергея Руббе)
- 2018 ---  "Звірячі історії" по Дону Нигро (авторская украинская версия)
- 2017 — «Счастливо» по мотивам М. МакКивера[1]
- 2016 — «Зверские истории» по Дону Нигро (en)
- 2015 — «Начать сначала» (по «Эмигрантам» С. Мрожека)
- 2013 — «Ищу работу» по Ж. Гальсерану
- 2012 — «(Самый) лёгкий способ бросить курить» (по пьесе Михаила Дурненкова)
- 2011 — «Кароль» (по пьесе С. Мрожека)
- 2010 — «Но всё-таки» (по М. Байджиеву)
- 2009 — «Наш Гамлет» (по Уильяму Шекспиру)
- 2006 — «ЧМО» (по пьесе В. Жеребцова «Чморик»[2])
- 2005 — «Двери» (по пьесе Луиджи Лунари «Трое на качелях»)

Архив спектаклей:
- 2003 — «Хулия славлю!» (по пьесе М. Кулиша «Хулий Хурина»)
- 2002 — «Павел I» (по пьесе Д. Мережковского)
- 2001 — «Любофь» (по пьесе М. Шизгала (en) «Luv»)
- 2000 — «Эмигранты» (по пьесе С. Мрожека)

## Организация
- Режиссёр и художественный руководитель — Игорь Ладенко
- Директор — Ирина Сурикова

## Актёрский состав
- Дмитрий Бурма
- Елизавета Дубровская
- Юлия Ермакова
- Данил Кузнецов
- Николай Михальченко
- Юлия Навроцкая
- Юрий Николаенко
- Богдан Синявский
- Максим Стерлик
- Дарья Ямпольская

В театре работали актёры:
- Константин Скиба
- Сергей Бабкин
- Александр Маркин
- Павел Алдошин
- Евгения Белова
- Олег Дидык
- Наталья Иванская  и другие

## Критики о Театре 19
«Театр 19» Игоря Ладенко возник как студенческий и теперь развился в полноценный актёрский ансамбль — это самый популярный театр в городе во многом благодаря отлично подобранной труппе, в которой не последнюю роль играет театральный актёр Сергей Бабкин, один из лидеров распавшегося регги-дуэта 5'nizza, театром занявшийся ещё раньше, чем музыкой.— Павел Руднев, театральный критик

Сегодня ясно: перед нами настоящая актёрская артель единомышленников. И в том, что этот театр воспринимается как дружная актёрская команда — мудрость его создателя Игоря Ладенко. Имея чёткое видение спектакля в целом, строгую концепцию и арсенал нередко весьма находчивых постановочных приемов, режиссёр даёт волю актёрам.
— Виктор Собиянский, Киев

«Театр 19» Игоря Ладенко — одна из достопримечательностей Харькова. С Игорем Ладенко мы провели бок о бок два года в Центре имени Мейерхольда — в беспрерывном общении и разговорах об искусстве. Магистратура пошла Игорю на пользу: его старые спектакли смотрятся студенческими этюдами на фоне его поздних работ. Пришло режиссёрское мастерство, умение растворяться в артистах и выстраивать чистую ансамблевую игру.
Они молодцы, что перехватили инициативу у всего украинского театра, сегодня невероятно бедного на театральные события, пока выработавшего слишком малое число пассионариев и двигателей нового искусства. Всё только начинается.
— Павел Руднев, театральный критик

## Участие в фестивалях, призы и награды
(Премии и награды, полученные театром на фестивалях в РФ и Белоруссии  на протяжении 2007-2014 гг., исключены из списка после развязывания РФ полномасштабной захватнической войны против Украины.)
- март 2002 — Всеукраинский фестиваль современного искусства «Культурные герои XXI века» (г. Киев) — призёр (спектакль «Павел I»).
- март 2002 — областной молодёжный фестиваль «Театрон» (г. Харьков) — победитель в номинациях «за лучшую режиссуру» (И. Ладенко) и «за лучшую мужскую роль» (С. Бабкин — Павел I) в спектакле «Павел I».
- декабрь 2003 — Всеукраинский конкурс «Старт» (г. Киев) — 2-Я премия (Режиссёр И. Ладенко за спектакль «Хулия Славлю!»).
- март 2004 — 2-й Всеукраинский фестиваль «Театрон» (г. Харьков) — гран-при и главный приз альтернативного жюри за спектакль «Хулия Славлю».
- март 2004 — III Международный театральный фестиваль «Одесса-Интертеатр-2004» (г. Одесса) — дипломант.
- май 2004 — VII Международный театральный фестиваль «Добрый театр-2004». (г. Энергодар) — победитель в номинациях «за лучшую мужскую роль» (С. Бабкин — роль Х в спектакле «Эмигранты») и «за лучшее музыкальное оформление» (спектакль «Хулия Славлю!», С. Бабкин).
- июнь 2004 — VI Международный театральный фестиваль «Мельпомена Таврии» (город Херсон) — дипломант.
- ноябрь 2004 — «Биеннале актуальных искусств» (г. Киев) — Il Премия (Режиссёр И. Ладенко).
- ноябрь 2004 — II городской фестиваль негосударственных театров «Курбалесия» (г. Харьков) — победитель в номинации «за лучшую мужскую роль» (А. Маркин — роль Гарри в спектакле «Любoff»).
- декабрь 2004 — творческая муниципальная премия Харьковского Городского Головы (И. Ладенко).
- октябрь 2005 — III городской фестиваль негосударственных театров «Курбалесия» (г. Харьков) — гран-при «за лучший спектакль» — «Двери»).
- ноябрь 2005 — премия «Народное признание» (г. Харьков) — С. Бабкин за роль Капитана в спектакле «Двери».
- май 2006 — VIII Международный Театральный Фестиваль «Добрый театр-2006». (г. Энергодар) — приз «за лучшую мужскую роль» (А. Маркин — роль Профессора в спектакле «Двери» и роль Палена в спектакле «Павел I»).
- октябрь 2006 — IV Фестиваль негосударственных театров «Курбалесия» (г. Харьков) — дипломант, открытие фестиваля — как обладатель гран-при.
- май 2007 — 1-й Всеукраинский театральный фестиваль негосударственных театров «Живи!» (спектакль "ЧМО").
- сентябрь 2007 — II Международный театральный фестиваль «Встречи в Одессе» — дипломант (спектакль "Павел І").
- октябрь 2007 — IV Международный музыкально-театральный фестиваль «JULA-2007» (Мюнхен, Германия) — дипломант (спектакли "Эмигранты", "Хулия славлю!").
- октябрь 2008 — III театральный фестиваль Международного Черноморского клуба «Homo ludens» (город Николаев) — победитель в номинации «За лучшую режиссёрскую работу» (И. Ладенко, спектакль «Двери»).
- ноябрь 2008 — V Международный музыкально-театральный фестиваль «JULA-2008» (Мюнхен, Германия) — дипломант (спектакль "ЧМО").
- декабрь 2008 — Фестиваль «Декабрьские театральные вечера» (город Чернигов) — дипломант (спектакль "Эмигранты").
- ноябрь 2009 — VI Международный музыкально-театральный фестиваль «JULA-2009» (Мюнхен, Германия) — дипломант.
- январь 2011 — Первый Международный театральный фестиваль малых форм «Театроник» (г. Харьков) — лауреат (спектакль «Но всё-таки»).
- март 2011 — негосударственная театральная премия «Бронек» (г. Киев)  — Игорь Ладенко — «за пластическое решение спектакля» («Наш Гамлет»).
- март 2011 — коллектив «Театра 19» награждён почётной грамотой Харьковской областной государственной администрацией.
- февраль 2012 — Второй Международный театральный фестиваль малых форм «Театроник» (г. Харьков) — лауреат (спектакль «Кароль»).
- апрель 2012 — Первый открытый театральный фестиваль имени Павла Луспекаева «Госпожа Удача» (город Луганск, Украина) — «Приз зрительских симпатий» (спектакль «ЧМО»).
- октябрь 2012 — VI театральный Фестиваль Международного Черноморского клуба «Homo ludens» (город Николаев, Украина) — лауреат в номинации «Лучшая режиссёрская работа на Экспериментальной сцене» (И. Ладенко, спектакль «Но всё-таки»).
- октябрь 2012 — Х Фестиваль негосударственных театров "Курбалесия" (Харьков) - лауреат (спектакль "(Самый) легкий способ бросить курить")).
- декабрь 2012 — IX Международный музыкально-театральный фестиваль «JULA-2012» (Мюнхен, Германия) — дипломант. (спектакль "Но все-таки").
- май 2013 — Фестиваль "Всеукраїнський театральний травень "Чеховфест" (г. Сумы) - участник (спектакль "Но все-таки").
- июль 2013 — ІІ Фестиваль "Интернациональные дни с русским акцентом" (Нюрнберг, Германия) - участник (спектакль "Кароль").
- ноябрь 2013 — Третий Международный театральный фестиваль малых форм «Театроник» (г. Харьков) — лауреат (спектакль «Ищу работу»).
- ноябрь 2013 — Х Международный музыкально-театральный фестиваль «JULA-2013» (Мюнхен, Германия) — дипломант. (спектакль "Ищу работу").
- ноябрь 2014 — Фестиваль "Всеукраїнський театральний листопад "Чеховфест" (г. Сумы) - участник (спектакль (Самый) легкий способ бросить курить)).
- февраль 2017 — Фестиваль негосударственных театров "Курбалесия" (Харьков) - участник (спектакль "Зверские истории").
- март 2017 — Театральный фестиваль "Східний express" (г. Северодонецк) - первая премия (спектакль "Зверские истории").
- август 2017 — Десятый фестиваль театров "Молоко" (г. Одесса) — Гран-при (спектакль "Зверские истории").
- сентябрь 2018 — Второй национальный фестиваль" Кропивницкий" (г. Кропивницкий) -дипломант (спектакль "Звірячі історії").
- сентябрь 2018 — ХІ фестиваль театров "Молоко" (г. Одесса) - дипломант,  открывали фестиваль как обладатель Гран-при прошлого фестиваля
- октябрь 2018 — Всеукраинский театральный фестиваль "Феерия Днепра" (г. Днепр) - дипломант (спектакль "Звірячі історії").
- октябрь 2018 — XIII фестиваль негосударственных театров" Курбалесия" - диплом "За яркое воплощение неординарного замысла" (спектакль "Звірячі історії")
- листопад 2018 -  ХV Международный музыкально-театральный фестиваль «JULA-2018» (Мюнхен, Германия) — дипломант (спектакль "Зверские истории")
- декабрь 2018 - Игорь Ладенко награжден Областной премией им. А.С. Масельского за личный весомый вклад в развитие культуры и искусства, повышение имиджа Слобожанщины как культурного и художественного центра страны
- декабрь 2018 - Первый Всеукраинский фестиваль негосударственных театров "Открытая сцена" (г. Киев) - дипломант ("Звірячі історії")
- март 2019 - AndriyivskyFest.UkrainianFormat 2018–2019 (г. Киев) – победитель ( "Звірячі історії")
- март 2019 - Всеукраинский фестиваль "Чеховфест" (г. Сумы) - участник («Пожалел дурак дурочку»)
- май 2019 – ХХI Международный театральный фестиваль «Мельпомена Таврии» (г. Херсон) - сопобедитель в номинациях: «Спектакль камерной сцены», «Режиссура», «Актёрский ансамбль» ("Звірячі історії")
- июнь 2019 - ІІІ Международный театральный фестиваль камерних спектаклей AndriyivskyFest (г. Киев) - победитель, "За лучший спектакль" (по определению профессионального и зрительского жюри), "За яркий бестиарий женских образов" (арт. Н. Иванская) - ("Звірячі історії")
- июнь 2019 - V Международный фестиваль театров кукол "І люди, і ляльки" (г. Львов) - дипломант ("Звірячі історії")
- июль 2019 - ХІІ фестиваль театров "Молоко" (Одесса-Николаев) (г. Николаев) - диплом "За весомый личный вклад в развитие украинского театра" - ("Звірячі історії")